# Michael Somoroff
Michael Somoroff es un artista, director audiovisual y fotógrafo estadounidense, considerado uno de los principales renovadores de la fotografía dentro de la escena contracultural de Nueva York y de París. Célebre por sus fotografías en blanco y negro, especialmente de flores, comida y celebridades internacionales. Ha colaborado en reconocidas publicaciones como Vogue o Life, así como creado contenido para agencias de publicidad, televisión y una amplia gama de instituciones culturales como Stony Brook University, The University of the Arts, The Rothko Chapel y The International Center of Photography New York

## Infancia y juventud
Michael creció rodeado de varios de los fotógrafos más importantes del siglo XX en el estudio de su padre en la calle 54 de Nueva York y es que Ben Somoroff, el padre de Michael, es considerado, junto a Irving Penn, uno de los fotógrafos estadounidenses de bodegones más importantes de la historia y el inventor del anuncio publicitario audiovisual. El nombre «Somoroff» está estrechamente ligado a la época de los «Mad Men» de la publicidad y el arte editorial.
Como alumno del legendario director de arte Alexey Brodovitch, Ben Somoroff introdujo a Michael desde la pubertad en la revolucionaria filosofía de su maestro (que a su vez influyó en toda una generación de fotógrafos, artistas y diseñadores, como Richard Avedon, Irving Penn, Robert Frank, Arnold Newman, Lillian Bassman, Milton Glaser, Lester Bookbinder, Henry Wolf y Art Kane, por nombrar algunos) animándole a crear imágenes inesperadas y a superar los límites de las formas convencionales de pensar y ver. Brodovitch instaba a sus alumnos a "mostrarme algo que no hubiera visto antes», como lo que se definió un apasionante periodo de experimentación e innovación en medios de todo tipo, que sigue siendo una influencia dominante aún hoy en todos los ámbitos de la producción cultural y que ha sido el eje central de la obra de Somoroff todos estos años.
En 1979 se celebró la primera gran exposición de fotografía de Somoroff en el Centro Internacional de Fotografía de Nueva York, bajo la supervisión de Cornell Capa. Tras un éxito rotundo, con poco más de veinte años y lleno de encargos por el éxito de la muestra, Michael Somoroff abre su propio estudio en Nueva York. Somoroff Studios

## Carrera
Su carrera en el mundo audiovisual se inicia en el londinense Directors Studio de Jim Baker, ⁣ donde se promovieron los cimientos de la industria de la producción comercial transformando a fotógrafos de producto en directores publicitarios. Junto con la introducción a la producción comercial que le había dado su padre, Michael Somoroff desarrolla su talento en los estudios con la influencia de sus colegas Lester Bookbinder y Julian Cottrell, además de las directrices del propio estudio. Muy solicitado por sus singulares dotes para la iluminación y la composición, Somoroff comenzó poco después a dirigir películas y se convirtió en uno de los directores de spots publicitarios con más éxito del mundo.
Al llegar a Europa no abandona su carrera fotográfica, trabajando en París, Milán, Londres, Hamburgo y Nueva York, para revistas como Life, Vogue, Harper’s Bazaar, Stern, Time, Esquire, New Yorker, Zeit y Der Spiegel. Paralelamente a su carrera como fotógrafo y director de éxito, Somoroff también goza de una importante reputación en el mundo del arte. En un artículo publicado en la sección «Arts and Leisure» del dominical New York Times, el autor describía el enfoque de Somoroff a la hora de crear contenidos como «Madison Avenue se encuentra con el Renacimiento italiano: grandes presupuestos, grandes equipos, herramientas de alta tecnología y un artista-gestor que se siente igual de cómodo con los patrocinadores corporativos que con los galeristas de Chelsea».
A lo largo de su carrera artística, Somoroff ha desarrollado una vía para saber integrar conceptos filosóficos que parecen exclusivos de su práctica, descomponiendo las ideas de importantes filosóficos, que luego compara y vuelve a ensamblar en nuevos brotes filosóficos que componen un lenguaje muy personal.

## Principales proyectos expositivos
Además de la ya mencionada exposición en el Centro Internacional de Fotografía de Nueva York en 1979, Somoroff comienza paralelamente Master Photographers, un proyecto que siguió vivo hasta 2011, cuando 35 años después de la primera sesión se publica A Moment: Master Photographers, Portraits of Michael Somoroff… Un paseo a través de retratos de muchos de los más grandes maestros de la fotografía del siglo XX. Y es que es con el nuevo siglo, en su madurez artística, cuando aparecen sus más interesantes proyectos como artista conceptual.
En 2006, la Capilla Rothko de Houston (Texas) encargó a Somoroff la creación de una gran instalación al aire libre, Iluminación I. Fue la primera invitación de este tipo realizada por el espacio, y la única adición a la misma desde que se colocó allí el Broken Obelisk de Barnett Newman unos treinta años antes. En 2007, Iluminación I también se expuso en el Aldrich Contemporary Museum de Ridgefield (Connecticut) junto con la instalación de vídeo ambiental Iluminación en los BravinLee Programs de Chelsea (Nueva York).
El proyecto de Michael Somoroff, Absence of Subject, comenzó como una forma de reconsiderar la obra de August Sander : People of the 20th Century, a typology of the human race iniciada en 1911. Somoroff ocupó los siete primeros meses del año 2000 en completar la primera imagen y siete años más en seleccionar cuarenta obras con las que "excavar" en los crudos temas de las imágenes icónicas de Sander. En esta la obra, Somoroff cuestionó sus propias conexiones con los temas de Sander y es que eliminando los sujetos de Sander, figuras enigmáticas para Somoroff, este reveló la fragilidad de la mortalidad. Absence of Subject es un ejercicio de apropiación, pero lo más asombroso es que se erige como un documento que refleja el desarrollo del arte en el siglo XX.
En 2011, Somoroff materializó Absence of Subject tanto en un libro como en una exposición. Amber Terranova, en The New Yorker, la calificó de «homenaje poco convencional» al legendario August Sander. Absence of Subject ha recorrido numerosos museos de Europa y América Latina, incluida su exposición en la Piazza San Marco con motivo de la Bienal de Venecia de 2011, El conjunto del proyecto Absence of Subject fue adquirido por el Museo de Bellas Artes de Houston bajo la dirección de Anne Wilkes Tucker. La obra de Somoroff forma parte de importantes colecciones en todo el mundo, como el Museo de Arte Moderno de Nueva York, ⁣ el Museo de Bellas Artes de Houston, el Instituto Smithsoniano de Washington D. C., Art OMI, Nueva York, el Centro Internacional de Fotografía de Nueva York, el Museum für Kunst und Gewerbe de Hamburgo (Alemania) y el Museo Correr de Venecia (Italia).
Los esfuerzos creativos de Somoroff han dado la vuelta al mundo a través de museos como: Los Angeles County Museum of Art, San Francisco Museum of Art, Detroit Institute of Art, High Museum of Art y Museum of Contemporary Art de Chicago, Centro de Arte La Regenta. Su obra se incluyó en la exposición de Manfred Heiting «La gran exposición del color», celebrada en 1986 en Colonia (Alemania). También ha participado en importantes ferias de arte como Art Basel, AIPAD, ARCO y Paris Photo.

## Libros
- The Vegetables Series[5]. International Center of Photography, 1985
- Kinder in Europa. Nicolai, 1988 9783875842227.
- Image of the Not-Seen: Search for Understanding. The Rothko Chapel Art Series, 2005. 0945472048.
- Michael Somoroff: Illumination I, Rothko Chapel, Rothko Chapel Books, 2008. 9780979091605.
- Absence of Subject. Walter König, 2011. 978-0983615606.
- A Moment. Master Photographers, Portraits by Michael Somoroff. Damiani, 2012. 9788862082112.
- Two Crowns of The Egg. Michael Somoroff, Donald Kuspit, Giannina Braschi, Damiani, 2014. 9788862083539.

## Retratos
- Miles Davis, trompetista y compositor
- Roy Cohn, abogado
- Brassai, fotógrafo húngaro
- Milton Glaser, artista
- Giannina Braschi, escritora
- Lillian Bassman, fotógrafa americana
- Jacques Vallée
- Ben Somoroff
- Lasse Persson
- Cornell Capa
- Ripp Tom[3]
- Helmut Newton, fotógrafo australiano
- Ernst Hass, fotógrafo americano